# Niebezpieczna gra (powieść)

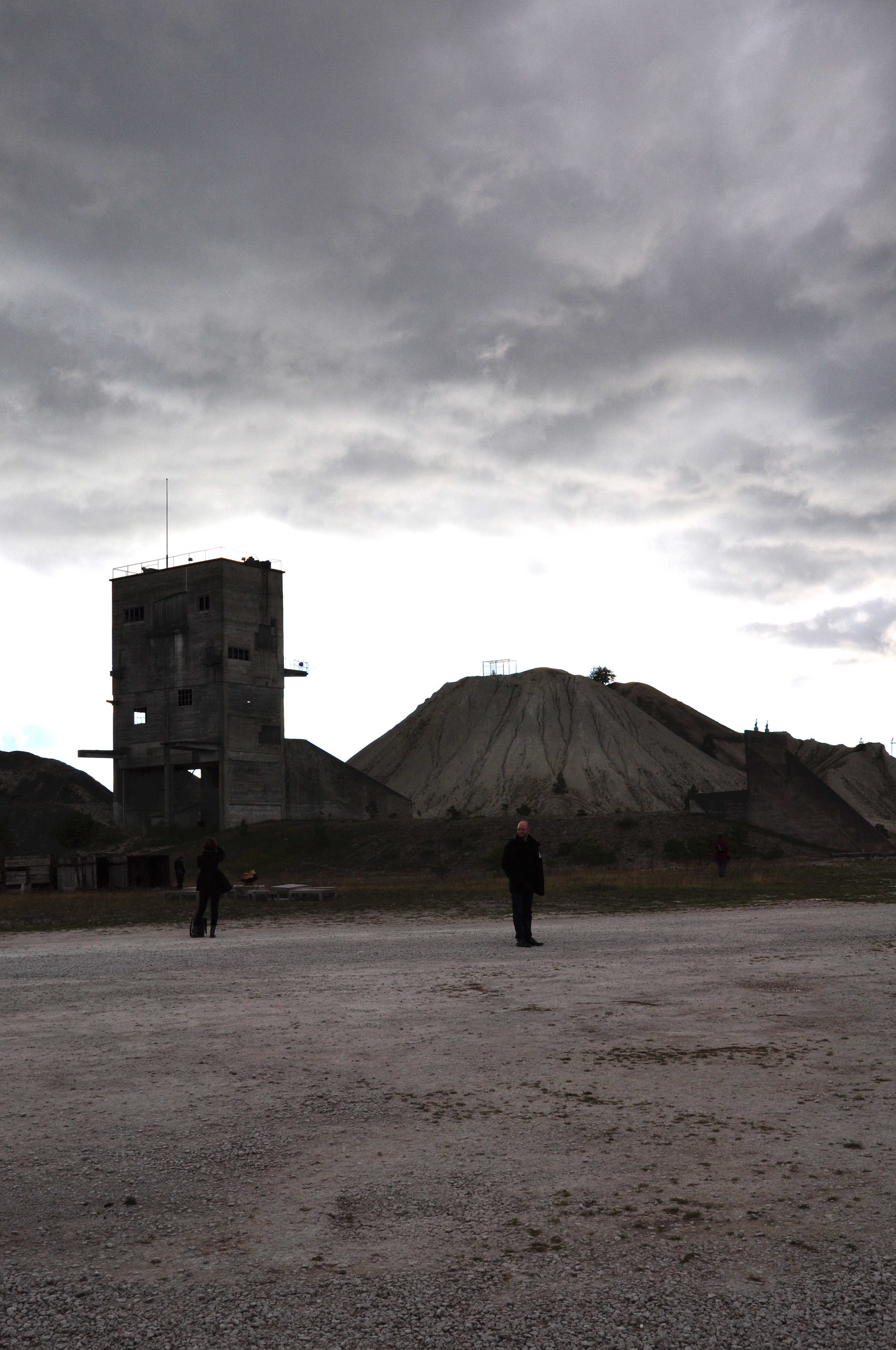
Postindustrialne otoczenie hotelu Fabriken Furillen - w tej okolicy zabito Markusa Sandberga

Niebezpieczna gra (szw. Den farliga leken) – powieść kryminalna szwedzkiej pisarki Mari Jungstedt, opublikowana w 2010, a w Polsce w 2012 w tłumaczeniu Wojciecha Łygasia.

## Treść
Jest ósmą powieścią cyklu, w którym występuje detektyw Anders Knutas, komisarz policji z Visby na szwedzkiej wyspie - Gotlandii. Pomaga mu energiczna Karin Jacobsson. W tej części akcja rozgrywa się w listopadzie, w środowisku ludzi mody - modelek, fotografów i kreatorów, ale także osób poszkodowanych przez ten świat - wykorzystanych seksualnie kobiet i anorektyczek. Osią akcji są dwa akty przemocy - usiłowanie zabójstwa Markusa Sandberga (fotografa mody) w hotelu Fabriken Furillen i morderstwo Roberta Eka (właściciela agencji modelek Fashion for Life) w Sztokholmie. Obie ofiary zostały potwornie zmasakrowane ciężkimi narzędziami. Jednocześnie czytelnik zapoznaje się z życiem Agnes Karlström - chorej na anoreksję byłej modelki przebywającej w specjalistycznej klinice leczenia tej choroby. Istotną dla akcji osobą jest też inna modelka - Jenny Levin, z uwagi na podobieństwo zwana gotlandzką Kate Moss.

## Ekranizacja
Na podstawie cyklu powstał serial telewizji niemieckiej.